# Жаклин Нунан
Жаклин Нунан (Бурлингтон, 28. октобар 1928 — Лексингтон, 23. јул 2020) била је америчка педијатрица и дечији кардиолог.

## Живот и каријера
Рођена је Бурлингтон 1921. године. Прво је дипломирала хемију на колеџу Albertus Magnus College у држави Њу Хејвен 1950. године. Потом 1954. године стекла и медицинско образовање на Универзитету у Вермонту у родном граду Бурлингтону. Једно време радила је у Меморијалној болници Универзитета Северне Каролине, пре него што је све своје напоре концентрисала на педијатрију. Знања из педијатријске кардиологије, стекла је од пионира у овој области, доктора Alexander S. Nadas у Дечјој болници у Бостону. Године 1959. именована је за првог дечјег кардиолога на Универзитету у Ајови.
На почетку своје каријере,  Нунан као педијатријски кардиолог, препознала је да одређени број деце са валвуларном плућном стенозом има сличне црте лица. Након што је поднела извештај о  клиничким карактеристикама овог стања укључујући низак раст, хипертелоризам, птозу, благу менталну ретардацију, неспуштене тестисе и скелетне малформације, овај синдром по њој је назван Нунанов синдром.
Током 1961. године прешла је у професуру на новоснованој медицинској школи Универзитета у Кентакију, у којој је постала професор из њене специјалности 1969. године. Од 1974. била је председавајућа на одељењу за педијатрију.
Нунан је играла активну улогу у бројним професионалним телима, међу којима су:
- Америчка академија за педијатрију,
- Амерички одбор за педијатрију,
- Амерички колеџ за кардиологију,
- Америчко удружење за срце.

Објавила је око 60 оригиналних чланака, једнаки  број сажетака и неких 25 прилога у уџбеницима и збиркама.
Преминула је 23. јула 2020. године у 91. години живота.

## Признања
Нунан је више пута награђена:
- 1971. године наградом Helen B. Frazer Award
- 1985. године наградом  за најбољу докторицу у Америци (Harpers Bazaar’s Best Women Doctors in America),
- Наградом за најбољег доктора у Америци (The Best Doctors in America award.).